# Bahnstrecke Thayer–Hudson
| Karte von Hudson (1888) mit der Strecke |                      |                                     |                                     |
| Streckenlänge: | 13,5 km              |                                     |                                     |
| Spurweite: | 1435 mm (Normalspur) |                                     |                                     |
| |                      |                                     |                                     |
| Gesellschaft: | Lancaster Railroad   |                                     |                                     |
| \| \| \| von Worcester \| \| \| \| 0,0 \| Thayer MA (früher South Lancaster) \| Thayer MA (früher South Lancaster) \| \| \| \| nach Rochester \| \| \| \| \| Nashua River \| \| \| \| ca. 7 \| Bolton MA \| Bolton MA \| \| \| \| Great Brook \| \| \| \| \| Interstate 495 \| \| \| \| \| Mill Brook \| \| \| \| \| Bruces Pond \| \| \| \| \| Strecke North Cambridge–Northampton \| \| \| \| \| von Marlborough \| \| \| \| 13,5 \| Hudson MA (Keilbahnhof) \| Hudson MA (Keilbahnhof) \| \| \| \| nach South Acton \| \| |                      |                                     |                                     |
| Strecke |                      | von Worcester                       | von Worcester                       |
| ehemaliger Bahnhof | 0,0                  | Thayer MA (früher South Lancaster)  | Thayer MA (früher South Lancaster)  |
| Abzweig ehemals geradeaus und nach links |                      | nach Rochester                      | nach Rochester                      |
| Brücke über Wasserlauf (Strecke außer Betrieb) |                      | Nashua River                        | Nashua River                        |
| Bahnhof (Strecke außer Betrieb) | ca. 7                | Bolton MA                           | Bolton MA                           |
| Brücke über Wasserlauf (Strecke außer Betrieb) |                      | Great Brook                         | Great Brook                         |
| Strecke mit Straßenbrücke (Strecke außer Betrieb) |                      | Interstate 495                      | Interstate 495                      |
| Brücke über Wasserlauf (Strecke außer Betrieb) |                      | Mill Brook                          | Mill Brook                          |
| Brücke über Wasserlauf (Strecke außer Betrieb) |                      | Bruces Pond                         | Bruces Pond                         |
| Kreuzung (Strecken außer Betrieb) |                      | Strecke North Cambridge–Northampton | Strecke North Cambridge–Northampton |
| Abzweig geradeaus und von rechts (Strecke außer Betrieb) |                      | von Marlborough                     | von Marlborough                     |
| Bahnhof (Strecke außer Betrieb) | 13,5                 | Hudson MA (Keilbahnhof)             | Hudson MA (Keilbahnhof)             |
| Strecke (außer Betrieb) |                      | nach South Acton                    | nach South Acton                    |

Die Bahnstrecke Thayer–Hudson ist eine Eisenbahnstrecke in Massachusetts (Vereinigte Staaten). Sie ist 13,5 Kilometer lang und verbindet die Orte Lancaster, Bolton und Hudson. Die normalspurige Strecke ist stillgelegt.

## Geschichte
Um eine Querverbindung zwischen der Bahnstrecke Worcester–Rochester der Worcester and Nashua Railroad und der Bahnstrecke South Acton–Marlborough der Fitchburg Railroad herzustellen, planten die beiden Bahngesellschaften Anfang der 1870er Jahre eine gemeinsam betriebene Bahnstrecke von South Lancaster an der W&N-Strecke nach Hudson an der Fitchburg-Strecke. Sie sollte außerdem den Ort Bolton anbinden, der bis dahin ohne Schienenanschluss geblieben war. Bereits beim Bau der Fitchburg-Strecke nach Hudson war Ende der 1840er Jahre eine Verlängerung nach Lancaster und weiter nach Sterling geplant, die jedoch nicht gebaut worden war. Die Lancaster Railroad Company wurde 1870 gegründet und sollte mit Eröffnung der Strecke durch beide Bahngesellschaften für 50 Jahre gepachtet werden. Die Strecke wurde in den folgenden Jahren gebaut.
Mittlerweile plante jedoch die Massachusetts Central Railroad den Bau der Bahnstrecke North Cambridge–Northampton, die ebenfalls durch Hudson führen und in Oakdale die W&N-Strecke kreuzen sollte. Da beide Bahngesellschaften nun den Nutzen der Querverbindung nicht mehr sahen, lehnten sie die Pacht der 1873 fertiggestellten Strecke ab. Die Lancaster Railroad Company wollte oder konnte offenbar die Bahn nicht selbst betreiben und außer einem Inspektionszug nach der Fertigstellung befuhr die Strecke kein Zug. 1883 meldete die Lancaster Railroad Company Konkurs an und am 28. November des Jahres wurde die Strecke an die Fitchburg Railroad verkauft, die sie jedoch nicht eröffnete, da die Strecke der Massachusetts Central Railroad mittlerweile eröffnet worden war. Die Strecke nach Lancaster wurde schließlich 1889 abgebaut.

## Streckenbeschreibung
Die Strecke zweigt am Bahnhof Thayer, der im 19. Jahrhundert noch South Lancaster hieß, ab und überquert den Nashua River. Kurvenreich führt die Strecke bergauf. Ein Teil des Bahndamms ist hier westlich der High Street noch erhalten. Die Strecke überquert die High Street und führt parallel zur Old Common Road ostwärts. Sie überquert die Wilder Road nahe dem Eastwood-Friedhof und führt zwischen der Wilder Road und der Forbush Mill Road weiter nach Bolton. Die Trasse in diesem Bereich ist ebenfalls noch erhalten. Die Bahn überquert dann die Main Street in Bolton und führt parallel zu dieser in südöstliche Richtung weiter. Nahe der Kirche in Bolton kreuzt die Trasse die Main Street erneut und führt an der Florence Sawyer School vorbei. Von der Brücke über den Great Brook in Bolton stehen noch die Widerlager. Die Strecke verläuft dann relativ geradlinig in südöstliche Richtung. Die Interstate 495 kreuzt die Trasse etwa im rechten Winkel. Vorbei am Little Pond erreicht die Strecke dann die Century Mill Road. In diesem Bereich ist der Bahndamm noch deutlich sichtbar. Er verläuft weiter parallel zur Hudson Road und Lincoln Street. Im Norden der Stadt Hudson wird die Lincoln Street gekreuzt und ab hier ist die frühere Bahntrasse überbaut. Auf einer Jochbrücke überquerte sie den Bruces Pond im Zentrum von Hudson, kreuzte dabei die Bahnstrecke der damaligen Massachusetts Central Railroad und mündet südlich davon in die Strecke der früheren Fitchburg Railroad ein.